# エスケイプ・クラブ
エスケイプ・クラブ（The Escape Club）は、1983年にロンドンで結成されたイングランドのポップ・ロック・バンドである。1988年にアメリカ合衆国でナンバーワン・ヒットとなった「ワイルド・ワイルド・ウェスト」と、1991年のトップ10ヒット「アイル・ビー・ゼア」でよく知られている。

## 略歴
「Mad Shadows」のメンバーであったリード・シンガー兼リズム・ギタリストのトレヴァー・スティールとギタリストのジョン・ホリデイ、元「Expressos」のメンバーであるベーシストのジョニー・クリスト（別名ジョン・クリストフォロウ）とドラマーのミラン・ゼカヴィカという構成で、バンドは1983年に結成された。1980年代初頭にスティーヴン・ミルフォード率いるニュー・ウェイヴ・バンド「Planning by Numbers」のアルバムに参加したときに、ゼカヴィカがMad Shadowsのスティールとホリデイと合流したことでエスケイプ・クラブ結成の種は蒔かた。やがてクリストもラインナップに加わり、エスケイプ・クラブが誕生した。産声を挙げたばかりのバンドはすぐにシングル「Breathing」をリリースした。
1985年にEMIと契約したエスケイプ・クラブは、翌年にリリースされたアルバム『White Fields』をレコーディングした。1987年に、グループはアトランティック・レコードに移籍し、次のアルバム『ワイルド・ワイルド・ウェスト』のレコーディングを開始した。このアルバムは1988年夏にリリースされ、シングル「ワイルド・ワイルド・ウェスト」を生み出した。この曲は、MTVでそのビデオが大幅にローテーションされている間、Billboard Hot 100チャートで第1位となった。しかし、極端に性差別的であるとして母国での使用が禁止されたと噂されている。
1989年には、『ワイルド・ワイルド・ウェスト』からさらに2枚のシングルをリリースした。「シェイク・フォー・ザ・シェイク」は28位、「Walking Through Walls」は8位が最高位となった。ドアーズの「20th Century Fox」のエスケイプ・クラブによるカバー・シングルはオムニバス・アルバム『The Wonder Years: Music from the Emmy Award-Winning Show & Its Era』で登場し、MTVでも放送された。この曲は、ドアーズのバンド・メンバーであるレイ・マンザレクがプロデュースしたものであった。
1990年にバンドはスタジオへと戻り、1991年3月にリリースされた彼らの最終アルバム『ダラーズ・アンド・セックス』をレコーディングした。最初のシングル「コール・イット・ポイズン」は、アメリカではトップ40を越えられなかった。その後、アトランティック・レコードから「アイル・ビー・ゼア」をリリースした。グループはこの曲が友人の妻の死に大きな影響を受けたのだと述べている。この曲は、自分自身の喪失を経験した人たちの間で賛歌となっている。「アイル・ビー・ゼア」はBillboard Hot 100で8位となり、アメリカでゴールド・ステータスを獲得した。グループは1992年に解散。エスケイプ・クラブは、アメリカでナンバーワン・ヒットを記録した唯一のイギリスのバンドであるが、彼らの母国であるイギリスではまったくチャートに載っていない。
トレヴァー・スティールとジョン・ホリデイは、2009年に新しいバンド・メンバーのレッド・ブロードと再結成を果たし、ニュー・アルバムといくつかのライブを行った。彼らは2012年2月に新しいスタジオ・アルバム『Celebrity』をリリースした。
2019年、ジョニー・クリストがラインナップに戻ったエスケイプ・クラブは、アメリカ・ツアー「Lost 80s Live」にて25年ぶりにフルバンドとして演奏を行った。30年の不在を経た後、彼らは2020年6月にロンドンへと戻り、ファースト・アルバム『White Fields』全曲を演奏している。

## ディスコグラフィ

### アルバム
- White Fields (1986年、EMI)
- 『ワイルド・ワイルド・ウェスト』 - Wild Wild West (1988年、Atlantic)
- 『ダラーズ・アンド・セックス』 - Dollars & Sex (1991年、Atlantic)
- Cloud 10 (2005年、self-released)
- Celebrity (2012年、self-released)

### シングル
- 「ワイルド・ワイルド・ウェスト」 - "Wild, Wild West" (1988年)
- 「シェイク・フォー・ザ・シェイク」 - "Shake for the Sheik" (1988年)
- "Walking Through Walls" (1989年)
- 「コール・イット・ポイズン」 - "Call It Poison" (1991年)
- 「アイル・ビー・ゼア」 - "I'll Be There" (1991年)